# Stanhopea marizana
Stanhopea marizana là một loài thực vật có hoa trong họ Lan. Loài này được Jenny mô tả khoa học đầu tiên năm 2003.